# 江藤義行
江藤 義行（えとう よしゆき、1947年〈昭和22年〉 - ）は、日本の実業家、政治家。福岡県大川市長（1期）。

## 来歴
福岡県大川市生まれ。大川市立三又中学校(現大川市立大川桐薫中学校)、久留米大学附設高等学校、九州大学理学部卒業後、東亜燃料工業に入社。1976年、妻の実家の製材会社・株式会社エトウに入社。1991年からは代表取締役を務め、バブル崩壊後の荒波を家具の製造や企画販売への業態変更で乗り越えた。2019年に代表取締役を退任し相談役に就任。
2023年8月からは大川市が推し進める同市大野島で整備を進める産業・観光振興拠点「大川の駅」（仮称）について、構想に反対する市民団体を地元市議らと結成し、情報公開請求や署名活動に取り組んだ。
2024年8月2日、同年9月に予定される大川市長選への立候補を表明。9月29日の投開票の結果、自民党の国会議員や県議らの支援を受けた現職の倉重良一を579票差で破り、初当選した。